# Броненосные крейсера типа «Карло Альберто»
Бронено́сные крейсера́ ти́па «Ка́рло Альбе́рто» — тип крейсеров итальянского Королевского флота конца XIX века. Являлись увеличенной версией броненосного крейсера «Марко Поло». Всего построено два корабля: «Карло Альберто» и «Витторио Пизани».

## Проектирование и постройка
«Карло Альберто» — Заложен 1 февраля 1892, спущен 23 сентября 1896, вошёл в строй 1 мая 1898.
«Витторио Пизани» — Заложен 7 декабря 1892, спущен 14 августа 1895, вошёл в строй 1 апреля 1899.